# Stephan Fridolin
Stephan Fridolin est un frère franciscain allemand du XVe siècle, né vers 1430 à Winnenden et mort le 17 août 1498, auteur de sermons et de textes de spiritualité.

## Biographie
Stephan Fridolin entre dans l’ordre franciscain à une date inconnue, avant août 1460, date à laquelle il est attesté comme prédicateur à Bamberg. En 1474-1475, il prêche de nouveau à Bamberg, et participe à un chapitre provincial de l’ordre à Ingolstadt. En 1477, il enseigne au couvent franciscain de Mayence et effectue en 1479 un voyage à Rome ; lors du voyage de retour, il est retenu brièvement prisonnier par des pirates corses. À partir de 1480, il assume diverses fonctions, dont celles de lecteur et de préfet des novices, au couvent de Nuremberg, et participe à plusieurs chapitres de l’ordre (à Heidelberg en 1481, Leonberg en 1484, Oppenheim en 1487).
Du printemps 1487 à l’automne 1489, il assure la prédication au couvent des Clarisses de Bâle, puis de 1489 jusqu’à sa mort en 1498, il est chargé de la direction spirituelle du couvent des Clarisses de Nuremberg, en tant que prédicateur et confesseur.

## Œuvres
Stephan Fridolin est l'auteur de plusieurs ouvrages. Un seul a été publié de son vivant.
En 1491, à l’instigation de l’abbesse des Clarisses de Nuremberg, Caritas Pirckheimer, sœur de l’humaniste Willibald Pirckheimer, il publie un livre de dévotion inspiré en partie par ses sermons, sous le titre : Der Schatzbehalter oder Schrein der wahren Reichtümer des Heils und der ewigen Seeligkeit genannt (Le trésor ou écrin des véritables richesses du salut et de l’éternelle félicité) ; c’est une méditation sur la vie et les souffrances du Christ, destinée aux laïcs, qui a eu une influence importante sur la dévotion au sacré-cœur de Jésus Christ. L’ouvrage est imprimé par Anton Koberger : c’est un in-folio de 352 feuillets, illustré de 96 gravures sur bois en pleine page (dont cinq répétées), représentant des scènes de l’Ancien et du Nouveau Testament, avec un sens allégorique ou théologique.
Les illustrations ne sont pas signées, mais elles peuvent être sans conteste attribuées à Michael Wohlgemut et Wilhelm Pleydenwurff, ainsi qu’à leur atelier, en raison de leur étroite ressemblance avec les gravures de La Chronique de Nuremberg publiée en 1493 par Koberger et où les deux artistes sont désignés au colophon,. Le Schatzbehalter est l’un des plus beaux incunables illustrés, un des premiers dont l’illustration peut être attribuée à un artiste connu. On en dénombre aujourd’hui environ 140 exemplaires conservés, sans compter les gravures détachées de l’ouvrage.
Ses autres œuvres sont restées à l’état de manuscrit ; deux d'entre elles ont été imprimées anonymement au XVIe siècle :
- Sermons et instructions spirituelles pour les Clarisses, où Fridolin explique le sens spirituel des hymnes et des psaumes des petites heures du dimanche[6]. Ils sont restés manuscrits[7],[8]

- Lehre für angefochtene und kleinmütige Menschen, ouvrage de spiritualité composé en 1479, à l’attention des Clarisses, et consacré au sentiment de mélancolie et aux excès de scrupule[9].

- Geistlicher Mai (Mai spirituel), ouvrage de spiritualité écrit pour les Clarisses et centré sur les souffrances du Christ et de sa mère, est également connu sous le titre Der edel weinreb Jesu, der so spricht, Ich bin der waer Weinreb[10]. Conservé dans plusieurs manuscrits[11], il a fait l’objet d’éditions imprimées sous différents titres en 1533, 1549 et 1550[12]

- Geistlicher Herbst (Automne spirituel), ouvrage de spiritualité pour les Clarisses, consacré aux passions intérieures du Christ, conservé dans trois manuscrits, a fait l’objet d’une impression non datée au début du XVIe siècle[13] et a été réimprimé en 1575[14].

- Les deux ouvrages ont été publiés ensemble en 1581 à Dillingen par Johannes Mayer sous le titre : Der Geistlich May und Geistliche Hörpst. Außgelegt auff das außwendig vnd inwendig bitter Leyden unsers aller liebsten Herren und Seligmachers Jesu Christi.

- Son Buch von den Kaiserangesichten, composé en 1486-1487, est conservé dans un seul manuscrit, copié à la demande de Hans Tucher pour la bibliothèque du conseil de Nuremberg[15] : seul ouvrage profane de Stephan Fridolin, il est consacré à l'histoire des empereurs romains illustrée par leurs portraits sur des monnaies antiques trouvées à Nuremberg[16].

### Études
- (fr) Ottokar Bonmann, « Fridelini (ou Fridolin ; Étienne) », dans Dictionnaire de spiritualité ascétique et mystique, V, col. 1525-1528, 1964.
- (de) Ulrich Schmidt, Stephan Fridolin : ein Franziskanerprediger des ausgehenden Mittelalters, J.J. Lentner’sche Buchhandlung, Munich, 1911.
- (de) Dietrich Schmidtke, «Fridolin, Stephan », dans  Die Deutsche Literatur des Mittelalters. Verfasserlexikon, vol. 2, Berlin, New York, 1980  (ISBN 3-11-007699-3).
- (de) Ruth Slenczka, « Lehrhafte Bildtafeln in spätmittelalterlichen Kirchen », dans Pictura&poesis 1998.
- (de) Petra Seegets, Passionstheologie und Passionsfrömmigkeit im ausgehenden Mittelalter. Der Nürnberger Franziskaner Stephan Fridolin (gest. 1498) zwischen Kloster und Stadt, Verlag Mohr Siebeck, coll. « Spätmittelalter und Reformation », Tubingen, 1998  (ISBN 3-16-146862-7) Aperçu en ligne sur Google livres
- (en)« Stephanus Fridolin » sur le site Franciscan authors, 13th - 18th century

### Fac-similés duSchatzbehalter
- (de) Richard Belm, Stephan Fridolin : Der Schatzbehalter. Ein Andachts- und Erbauungsbuch aus dem Jahre 1491 mit 91 Holzschnitten und 2 Textseiten in Faksimile nach der Originalausgabe von Anton Koberger, Nürnberg, G. Pressler, Wiesbaden, 1962.
- (en) Cynthia Anne Hall, Treasury book of the passion : word and image in the « Schatzbehalter », Proquest, Ann Arbor, 2006.
- (de) Dominik Bartl, Miriam Gepp-Labusiak, Der Mainzer Schatzbehalter Ein koloriertes Andachtsbuch von 1491, Facsimile à partir du stock de la bibliothèque diocésaine de Mayence, Wissenschaftliche Buchgesellschaft, Darmstadt, 2012,  (ISBN 9783534249886)